# بوقلمون بیشه‌ای
بوقلمون بیشه‌ای ممکن است به موارد زیر اشاره داشته باشد:
- بوقلمون وحشی استرالیایی، پرنده‌ای پشته‌ساز از خانوادهٔ Megapodiidae که در شرق استرالیا یافت می‌شود.
- هوبره استرالیایی
- مرغ خاشاک پانارنجی

## جستارهای بیشتر
- بوقلمون‌های اقیانوسیه